# 吉﨑智宏
吉﨑智宏（よしざきちひろ、1984年8月29日 - ）は、兵庫県西宮市出身のナレーター、eスポーツキャスター、MC、ナレーター、DJ。

## 人物
- 東京タワーDJ、ディズニー・チャンネルMCを経て、フリーに転身
- ナレーターとして企業展示会、実況者としてカードゲームやFPSゲーム大会、MCとしてTV通販番組や記者会見の進行など幅広く活動
- eスポーツキャスターとしては、2015年から東京ゲームショウなどのイベントにおいて、各ブースのMCや実況を担当
- ゲーム以外の活動も幅広く、「承認力」をテーマとしたコミュニケーションコンサルティングの企業講義や、大手電機会社のプロモーションディレクターも行っている
- モットーは「面白そうな事は全てやる」
- 趣味は散歩・ゲーム・美味しい店巡り・断捨離・ヨガ など

## 主な実績

### 番組キャスター

#### 信長の野望
- 『信長の野望 覇道』2024年12月公式生放送 - YouTube（MC / 2024年12月24日）
- 信長の野望-覇道- 　「お城EXPO・小田原城を攻略せよ」収録 - YouTube（ナレーター / 2024年12月13日）
- 『信長の野望 覇道』2周年直前生放送 - YouTube（MC / 2024年11月26日）
- 『信長の野望 覇道』2024年10月公式生放送 - YouTube（MC / 2024年10月29日）
- 『信長の野望 覇道』2024年9月公式生放送 - YouTube（MC / 2024年9月24日）
- 『信長の野望 覇道』2024年8月公式生放送 - YouTube（MC / 2024年8月27日）
- 『信長の野望 覇道』2024年7月公式生放送 - YouTube（MC / 2024年7月30日）
- 『信長の野望 覇道』2024年6月公式生放送 - YouTube（MC / 2024年6月25日）
- 『信長の野望 覇道』公式1.5周年生放送 - YouTube（MC / 2024年5月28日）
- 『信長の野望 覇道』2024年4月公式生放送 - YouTube（MC / 2024年4月23日）
- 『信長の野望 覇道』2024年3月公式生放送 - YouTube（MC / 2024年3月26日）
- 『信長の野望 覇道』2024年2月公式生放送 - YouTube（MC / 2024年2月27日）
- 『信長の野望 覇道』2024年1月公式生放送 - YouTube（MC / 2024年1月30日）
- 『信長の野望 覇道』2023年12月公式生放送 - YouTube（MC / 2023年12月26日）
- 『信長の野望 覇道』1周年直前生放送 - YouTube（MC / 2023年11月28日）
- 『信長の野望 覇道』2023年10月公式生放送 - YouTube（MC / 2023年10月30日）
- 『信長の野望 覇道』2023年9月公式生放送 - YouTube（MC / 2023年9月26日）
- 『信長の野望 覇道』2023年8月公式生放送 - YouTube（MC / 2023年8月28日）
- 『信長の野望 覇道』2023年7月公式生放送 - YouTube（MC / 2023年8月1日）
- 『信長の野望 覇道』2023年6月公式生放送 - YouTube（MC / 2023年6月27日）
- 『信長の野望』シリーズ 40周年記念番組 - YouTube（MC / 2023年3月30日）

#### 17LIVE
- 17LIVE TOP LIVERʼS THANKS PARTY 2024（MC / 2024年12月17日）
- 17live Halloween Party 2024（MC / 2024年10月31日）
- イチナナVライバー 6th Anniversary事前番組（MC / 2024年9月2日）
- 17LIVE　2024上半期新人No1決定戦（MC / 2024年7月31日）
- 17LIVE シャイニングスターvol.7（MC / 2024年6月28日）
- 17LIVE 男祭り2024 In Zepp DiverCity in Tokyo（MC / 2024年5月15日）
- 17LIVE 新人No.1決定戦（MC / 2024年1月31日）
- 17LIVE シャイニングスター（MC / 2023年6月30日）
- 17LIVE 男祭り（MC / 2023年4月24日）
- 17LIVE 2022下半期新人No.1決定戦（MC / 2023年1月31日）
- 17LIVE シャイニングスター（MC / 2022年6月30日）
- 17LIVE GIRLS&RUNWAY（MC / 2022年5月31日）
- 17LIVE 男祭り（MC / 2022年5月30日）
- 17LIVE PREMIUM DRESSY PARTY（MC / 2022年3月31日）

#### 原神
- 「原神七聖召喚キャンパス大会」決勝戦 - YouTube（MC / 2023年12月10日）
- 原神 - アストラカーニバル: リトルプリンス杯 日本リージョン チャンピオン決定戦 - YouTube（MC / 2023年7月15日）

#### 崩壊：スターレイル
- 崩壊：スターレイル　再び燃える戦火‐階差宇宙 - YouTube（MC / 2024年6月28日）

#### リネージュII
- りね２てれび・冬のアップデート直前生放送 - YouTube（MC / 2024年11月30日）
- りね２てれび　ワールド攻城戦「HERO'S WAR GAME」 - YouTube（実況 / 2024年11月2日）
- りね2てれび　春のアップデート直前生放送 - YouTube（MC / 2024年4月13日）
- 出張版だよ！りね2てれび生放送 - YouTube（MC / 2023年10月28日）
- りね2てれび生放送 19周年記念Live - YouTube（MC / 2023年6月24日）
- TCA Presents 「りね2テレビ 生放送SPECIAL」 - YouTube（MC / 2023年2月25日）
- りね2てれび - YouTube（MC / 2022年6月25日）

#### V4
- V4　記念生放送（MC / 2023年4月22日）
- 新V4のVログ ゆるゆる年末生放送 - YouTube（MC / 2022年12月16日）
- ぶいふぉーTV Vol.6 - YouTube（MC / 2022年3月19日）

#### World of Tanks
- World of Tanks - JAPAN PREMIER LEAGUE - YouTube（MC / 2023年5月20日）
- World of Tanks 第5回 紅白WoT合戦（MC / 2023年1月21日）

#### BLUE PROTOCOL
- BLUE PROTOCOL公式配信『ブルプロ通信』#17 - YouTube（MC / 2024年6月14日）
- BLUE PROTOCOL公式配信『ブルプロ通信』#16 - YouTube（MC / 2024年4月16日）
- BLUE PROTOCOL公式配信『ブルプロ通信』#15 - YouTube（MC / 2024年2月21日）
- BLUE PROTOCOL公式配信『ブルプロ通信』#14 - YouTube（MC / 2024年1月22日）

### eSports実況

#### OVERWATCH
- OVERWATCH2 日本代表選考会（実況 / 2023年2月26日）
- UTAGE OVERWATCH GENERAL決勝（実況 / 2022年12月11日）
- UTAGE OVERWATCH GENERAL.2（実況 / 2022年12月10日）
- UTAGE OVERWATCH GENERAL.1（実況 / 2022年12月9日）
- UTAGE OVERWATCH - LIEUTENANT決勝（実況 / 2022年12月8日）
- UTAGE OVERWATCH - SERGEANT決勝（実況 / 2022年12月7日）
- UTAGE OVERWATCH - PRIVATE決勝（実況 / 2022年12月6日）

#### APEXLEGENDS
- 第4回 Ne-st CUP APEXLEGENDS - YouTube（実況 / 2023年12月17日）
- 第3回 Ne-st CUP APEXLEGENDS - YouTube（実況 / 2023年3月26日）

## 出演

### 実況
- ながいeスポーツフェア2024 -長井市6地区対抗-（実況 / 2024年12月15日）
- 大東市『eスポーツチャレンジカップ』（実況 / 2024年11月17日）
- 『グランツーリスモ７』 佐賀県オフライン都道府県決勝戦 - YouTube（実況 / 2024年11月10日）
- りね２てれび　ワールド攻城戦「HERO'S WAR GAME」 - YouTube（実況 / 2024年11月2日）
- TokyoGameShow2024　運命のトリガー・実況MC - YouTube（実況 / 2024年9月26日）
- ソードアート・オンライン・FD　先行体験会（実況 / 2024年9月15日）
- 東京おもちゃショー2024 タカラトミー（実況 / 2024年8月29日）
- ベネフィットステーションesports Championship VOL.8（実況 / 2024年8月25日）
- プログラミング甲子園2024 - YouTube（実況 / 2024年8月16日）
- 機動戦士ガンダム バトルオペレーション2「バトオペ6周年記念配信」（実況 / 2024年7月21日）
- Amazon Web Service AI DEEPRACER JAPANCHANPIONSHIP CUP（実況 / 2024年6月19日）
- ユタカ交通 presents 和歌山新城下町CUP by 和歌山新城下町DMC - YouTube（実況 / 2024年3月3日）
- Benefit Station esports Tournament vol.7　FORT NIGHT - YouTube（実況 / 2024年3月2日）
- Benefit Station esports Tournament vol.7　STREET FIGHTER6 - YouTube（実況 / 2024年3月2日）
- えひめ eスポーツぷよぷよ大会（実況 / 2024年2月17日）
- eスポーツフェス in 石巻市（実況 / 2024年1月28日）
- Benefit Station esports Tournament vol.6　ぷよぷよ - YouTube（実況 / 2024年1月21日）
- Benefit Station esports Tournament vol.6　FALL GUYS - YouTube（実況 / 2024年1月21日）
- 慈恵学園 APEXLEGENDS大会（実況 / 2023年11月11日）
- Rainbow Six Siege ATLANTA Major Phase2 - YouTube（MC / 2023年11月4日）
- eスポーツフェスsponsored by PASCAL in長野（実況MC / 2023年9月30日）
- Da-iCE ロクメン学園（実況MC / 2023年8月16日）
- TSUNAGI ver.Brawl Stars - YouTube（実況 / 2023年5月6日）
- Amazon Web Service Summit DeepRace（実況 / 2023年4月19日）
- Flash Party ULTIMATE STAGE #1 - YouTube（実況 / 2023年2月25日）
- 慈恵学園 WE ARE OCA e-sports 2023 OVERWATCH2実況（実況MC / 2023年2月10日）
- ESPO GAMER'S HIGH END OF YEAR 2022 - YouTube（実況 / 2022年12月29日）
- ジャンプ・フェスタ2023 ドラゴンボール ザ ブレイカーズ（実況 / 2022年12月17日）
- 全日本ロボット相撲大会2022 決勝大会 - YouTube（実況 / 2022年12月11日）
- UTAGE OVERWATCH GENERAL決勝（実況 / 2022年12月11日）
- UTAGE OVERWATCH GENERAL.2（実況 / 2022年12月10日）
- UTAGE OVERWATCH GENERAL.1（実況 / 2022年12月9日）
- UTAGE OVERWATCH - LIEUTENANT決勝（実況 / 2022年12月8日）
- UTAGE OVERWATCH - SERGEANT決勝（実況 / 2022年12月7日）
- UTAGE OVERWATCH - PRIVATE決勝（実況 / 2022年12月6日）
- ANA ウィンドサーフィンW杯2022（実況 / 2022年11月10日）
- バトオペ2×トナマイ連動記念大会 - YouTube（実況 / 2022年10月22日）
- 【10月大会】FLASH PARTY U25 CHAMPIONSHIP - YouTube（実況 / 2022年10月8日）
- 爆裂夏祭り2022（実況 / 2022年8月30日）
- エディオンフォートナイトカップ2022（実況 / 2022年8月27日）
- ESPO GAMER'S HIGH SUMMER2022 - YouTube（実況 / 2022年8月21日）
- FLASH PARTY FPCC 8月大会 - YouTube（実況 / 2022年8月20日）
- 第2回 Ne-st CUP（ネストカップ） - YouTube（実況 / 2022年7月31日）
- FLASH PARTY FPCC 6月大会 - YouTube（実況 / 2022年6月26日）
- CoDMobile GGL2022予選 - YouTube（実況 / 2022年6月11日）
- FLASH PARTY FPCC 5月大会 Vol.2 - YouTube（実況 / 2022年5月29日）
- AWS DeepRacer League - YouTube（実況 / 2022年5月26日）
- AWS DeepRacer Student - Japan Student Championship - YouTube（実況 / 2022年5月25日）
- FLASH PARTY FPCC 5月大会 Vol.1 - YouTube（実況 / 2022年5月15日）
- 機動戦士ガンダム バトルオペレーション2 コミュニティ大会実況（実況 / 2022年4月16日）
- CoDMobile GGL2022予選（実況 / 2022年4月9日）
- 長井市eスポーツスタジオ オープン記念「Ne-st CUP」 - YouTube（実況 / 2022年3月25日）
- 身軽にできる、脳トレに「いい（e）」スポーツに挑戦！（実況 / 2022年3月17日）
- 第二回 DETONATOR RECREATION CUP 〜本気と楽しさの狭間で…〜（実況 / 2022年3月5日）
- ガンダムゲーム35周年 バトオペ2ミニオンライン交流マッチ - YouTube（実況 / 2022年2月5日）

### 番組キャスター
- 『信長の野望 覇道』2024年12月公式生放送 - YouTube（MC / 2024年12月24日）
- HIT The 生放送～7杯目 - YouTube（MC / 2024年12月23日）
- 17LIVE TOP LIVERʼS THANKS PARTY 2024（MC / 2024年12月17日）
- 『信長の野望 覇道』2周年記念公式オフ会（MC / 2024年12月1日）
- りね２てれび・冬のアップデート直前生放送 - YouTube（MC / 2024年11月30日）
- 『信長の野望 覇道』2周年直前生放送 - YouTube（MC / 2024年11月26日）
- 17live Halloween Party 2024（MC / 2024年10月31日）
- 『信長の野望 覇道』2024年10月公式生放送 - YouTube（MC / 2024年10月29日）
- 『信長の野望 覇道』2024年9月公式生放送 - YouTube（MC / 2024年9月24日）
- イチナナVライバー 6th Anniversary事前番組（MC / 2024年9月2日）
- 『信長の野望 覇道』2024年8月公式生放送 - YouTube（MC / 2024年8月27日）
- 17LIVE　2024上半期新人No1決定戦（MC / 2024年7月31日）
- 『信長の野望 覇道』2024年7月公式生放送 - YouTube（MC / 2024年7月30日）
- 17LIVE シャイニングスターvol.7（MC / 2024年6月28日）
- 崩壊：スターレイル　再び燃える戦火‐階差宇宙 - YouTube（MC / 2024年6月28日）
- 『信長の野望 覇道』2024年6月公式生放送 - YouTube（MC / 2024年6月25日）
- BLUE PROTOCOL公式配信『ブルプロ通信』#17 - YouTube（MC / 2024年6月14日）
- 『信長の野望 覇道』公式1.5周年生放送 - YouTube（MC / 2024年5月28日）
- 17LIVE 男祭り2024 In Zepp DiverCity in Tokyo（番組キャスター / 2024年5月15日）
- 『信長の野望 覇道』2024年4月公式生放送 - YouTube（MC / 2024年4月23日）
- 株式会社リクルート　就活準備チャンネル【AGF×集英社】採用責任者コラボ！自己PRのポイント ＆ 志望動機の磨き方（番組キャスター / 2024年4月19日）
- BLUE PROTOCOL公式配信『ブルプロ通信』#16 - YouTube（MC / 2024年4月16日）
- りね2てれび　春のアップデート直前生放送 - YouTube（MC / 2024年4月13日）
- 株式会社リクルート　就活準備チャンネル【パナソニック × 三菱商事】採用責任者コラボ！自己PRのポイント ＆ 志望動機の磨き方（番組キャスター / 2024年4月9日）
- 株式会社リクルート　就活準備チャンネル【HONDA × コクヨ】採用責任者コラボ！自己PRのポイント ＆ 志望動機の磨き方（番組キャスター / 2024年4月8日）
- 株式会社リクルート　就活準備チャンネル【NTTデータ×ニトリ】採用責任者コラボ！自己PRのポイント ＆ 志望動機の磨き方（番組キャスター / 2024年4月2日）
- 『信長の野望 覇道』2024年3月公式生放送 - YouTube（MC / 2024年3月26日）
- 『信長の野望 覇道』2024年2月公式生放送 - YouTube（MC / 2024年2月27日）
- BLUE PROTOCOL公式配信『ブルプロ通信』#15 - YouTube（MC / 2024年2月21日）
- 17LIVE 新人No.1決定戦（番組キャスター / 2024年1月31日）
- 『信長の野望 覇道』2024年1月公式生放送 - YouTube（MC / 2024年1月30日）
- BLUE PROTOCOL公式配信『ブルプロ通信』#14 - YouTube（MC / 2024年1月22日）
- 『信長の野望 覇道』2023年12月公式生放送 - YouTube（MC / 2023年12月26日）
- 「原神七聖召喚キャンパス大会」決勝戦 - YouTube（MC / 2023年12月10日）
- 『信長の野望 覇道』1周年直前生放送 - YouTube（MC / 2023年11月28日）
- 『信長の野望 覇道』2023年10月公式生放送 - YouTube（MC / 2023年10月30日）
- 出張版だよ！りね2てれび生放送 - YouTube（MC / 2023年10月28日）
- 『信長の野望 覇道』2023年9月公式生放送 - YouTube（MC / 2023年9月26日）
- 『信長の野望 覇道』2023年8月公式生放送 - YouTube（MC / 2023年8月28日）
- 『信長の野望 覇道』2023年7月公式生放送 - YouTube（MC / 2023年8月1日）
- 『信長の野望・新生 with パワーアップキット』発売直前公式生放送（MC / 2023年7月19日）
- 原神 - アストラカーニバル: リトルプリンス杯 日本リージョン チャンピオン決定戦 - YouTube（MC / 2023年7月15日）
- 17live シャイニングスター（MC / 2023年6月30日）
- 『信長の野望 覇道』2023年6月公式生放送 - YouTube（MC / 2023年6月27日）
- りね2てれび生放送 19周年記念Live - YouTube（MC / 2023年6月24日）
- World of Tanks - JAPAN PREMIER LEAGUE（MC / 2023年5月20日）
- 17LIVE 男祭り（MC / 2023年4月24日）
- V4  記念生放送（MC / 2023年4月22日）
- 『信長の野望』シリーズ 40周年記念番組 - YouTube（MC / 2023年3月30日）
- TCA Presents 「りね2テレビ 生放送SPECIAL」 - YouTube（MC / 2023年2月25日）
- 17LIVE 2022下半期新人No.1決定戦（MC / 2023年1月31日）
- World of Tanks 第5回 紅白WoT合戦（MC / 2023年1月21日）
- 新V4のVログ ゆるゆる年末生放送 - YouTube（MC / 2022年12月16日）
- V4 2周年記念生放送 - YouTube（MC / 2022年9月24日）
- 17LIVE シャイニングスター（MC / 2022年6月30日）
- りね2てれび - YouTube（MC / 2022年6月25日）
- 17LIVE GIRLS&RUNWAY（MC / 2022年5月31日）
- 17LIVE 男祭り（MC / 2022年5月30日）
- AshTale3周年記念ライブ配信 - YouTube（MC / 2022年4月24日）
- 2K『ワンダーランズ 〜タイニー・ティナと魔法の世界』（MC / 2022年4月8日）
- 17LIVE PREMIUM DRESSY PARTY（MC / 2022年3月31日）
- ぶいふぉーTV Vol.6 - YouTube（MC / 2022年3月19日）

### ステージMC
- 夢授業バスケットボール・ファシリテーター（ファシリテーター / 2024年11月21日）
- BDSバイクセンサー秋の祭典（MC / 2024年11月16日）
- 東京おもちゃショー2024 タカラトミー（実況 / 2024年8月29日）
- プログラミング甲子園2024 - YouTube（実況 / 2024年8月16日）
- HIT:The world meeting in 東京（MC / 2024年8月10日）
- MONIN CUP JAPAN 2024（ステージMC / 2024年7月7日）
- HIT:The World Meeting@福岡（ステージＭＣ / 2024年6月15日）
- HIT:The World Meeting@仙台（ステージＭＣ / 2024年6月8日）
- HIT:The World Meeting@名古屋（ステージＭＣ / 2024年6月1日）
- 一般社団法人 フュージョンエネルギー産業協議会（ステージＭＣ / 2024年5月21日）
- HIT:The World Meeting@大阪（ステージＭＣ / 2024年5月18日）
- 株式会社パスカル　創立40周年記念式典（ステージＭＣ / 2024年4月26日）
- ALL BASKETBALL ACTION DREAM HOOP PROJECT（ステージＭＣ / 2024年2月22日）
- TOKYO アニメツーリズム2024 キックオフイベント（ステージＭＣ / 2024年2月4日）
- 東京ゲームショウ2023 バンダイナムコエンタテインメントブース（MC / 2023年9月20日）
- 東京おもちゃショー2023 - セガトイズ（MC / 2023年6月7日）
- DTN's ROAD TRIP in Osaka（MC / 2023年2月18日）
- 株式会社美工「AttendStation」アバターMC（MC / 2022年11月2日）
- ALPEN　Lazy Lie Crazyともやんトークショウ（MC / 2022年10月29日）
- アラド戦記　ARAD PARK（MC / 2022年10月16日）
- Japan Cheese Awards 2022（MC / 2022年10月14日）
- DTN’s ROAD TRIP@eXefield AKIBA（MC / 2022年9月25日）
- ともやんトークイベントMC（MC / 2022年9月10日）

### 式典司会
- 第11回 科学の甲子園ジュニア全国大会 - YouTube（式典司会 / 2023年12月8日）
- 第12回 科学の甲子園全国大会 - YouTube（式典司会 / 2023年3月17日）
- 全日本ロボット相撲大会2022 予選大会 - YouTube（式典司会-実況 / 2022年12月10日）
- 第12回 科学の甲子園 - YouTube（式典司会-実況 / 2022年12月1日）
- 第11回科学の甲⼦園全国⼤会 表彰式 - YouTube（式典司会 / 2022年4月25日）
- リクルート「ホットペッパービューティー」キックオフイベント（式典司会 / 2022年4月19日）
- 【開会式】第10回科学の甲子園全国大会 - YouTube（式典司会 / 2022年3月19日）
- 科学の甲子園ジュニア 表彰式オンライン - YouTube（式典司会 / 2022年1月17日）

### ナレーター
- 信長の野望-覇道- 　「お城EXPO・小田原城を攻略せよ」収録 - YouTube（ナレーター / 2024年12月13日）
- 国際物流総合展2024[ホクショー]（ナレーター / 2024年9月9日）
- ネプコンジャパン　第一実業ブース（ナレーター / 2024年1月23日）
- Canon EXPO2023（ナレーター / 2023年10月17日）
- ネットラーニング / EDIX（ナレーター / 2023年5月9日）

### 声優
- 『信長の野望 覇道』富田勢源　音声収録（声優 / 2024年5月2日）

### モデル
- 中外製薬ライフサイエンスパーク施設紹介VP（モデル / 2022年9月21日）
- 「横浜ディスプレイミュージアム」PR映像（モデル / 2022年8月5日）

### 販売士収録
- Jackery ポータブル電源 ブラックフライデー収録（販売士収録 / 2022年11月7日）
- Jackery ポータブル電源案内収録.1（販売士収録 / 2022年10月17日）